# Anapsida
Ne doit pas être confondu avec Anaspida.
j: jugal, p: pariétal, po: postorbitaire, q: carré, 

Sous-classe
Taxons de rang inférieur
- † Mesosauria
- † Millerettidae
- † Nyctiphruretidae
- † Pareiasauridae
- † Procolophonidae
- Testudines ?

Classification phylogénétique
- Sauropsides
  - Diapsides
    - Archosauriens
    - Lépidosauriens

  - Anapsides

Les anapsides (Anapsida) forment une sous-classe de vertébrés tétrapodes. Le terme anapside leur est attribué à cause de l'absence de fentes temporales au niveau du crâne et par opposition aux animaux synapsides (1 fosse) et diapsides (2 fosses). On considérait auparavant que les tortues, l'ordre des Testudines, appartenait à cette sous-classe. Aujourd'hui certains auteurs considèrent les testudines comme des diapsides ayant perdu leurs fosses temporales.

## Ancrage destortuesau sens des anapsides
Alors que l'on parlait traditionnellement de « reptiles anapsides » comme s'il s'agissait d'un groupe monophylétique, il a été suggéré le crâne anapside pourrait être apparu dans plusieurs groupes d'amniotes liés de façon lointaine. Les scientifiques discutent encore de la relation exacte entre les reptiliomorphes apparus pour la première fois durant le Carbonifère tardif, les divers amniotes du Permien à crâne anapside et les tortues. Il est possible que le crâne anapside des tortues résulte d'une réversion (disparition des fenêtres temporales) plutôt que d'une ascendance anapside : c'est désormais l'avis de la majorité des paléontologues modernes, car les études phylogénétiques récentes basées sur des critères morphologiques ont confirmé les origines des tortues parmi les diapsides,,, certaines tortues locales constituant un groupe-frère pour les archosaures existants, ou, plus communément, chez les Lepidosauromorpha,,,,.

## Position phylogénetique

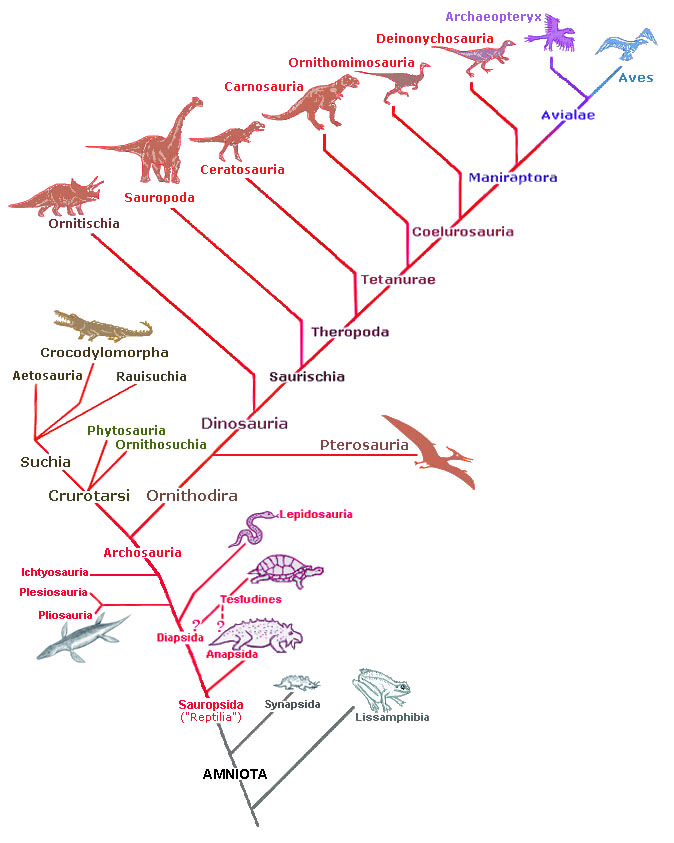
Cladogramme des amniotes.

Toutes les études moléculaire ont fortement confirmé l'insertion des tortues dans les diapsides, et plus précisément au sein des Archosauria (groupe incluant les Dinosauria) ou en groupe-frère,,,,,. Cependant, l'une des études moléculaires les plus récentes, publiée le 23 février 2012, suggère que les tortues sont des diapsides lépidosauromorphes, plus étroitement apparentés aux Lepidosauria, Lacerticia ou encore Serpentes. 
La réanalyse de phylogénies antérieures suggère qu’elles classent les tortues comme des anapsides, à la fois parce qu’elles ont assumé cette classification (la plupart d’entre elles étudient le type de tortues anapsides) et parce qu’elles n’ont pas échantillonné suffisamment de taxons existants et fossiles pour construire le cladogramme. Il est suggéré que Testudines se soit écarté d'autres diapsides, il y a entre 200 et 279 millions d'années, bien que le débat soit loin d'être réglé,,. Bien que procolophonidés ait réussi à survivre dans le Trias, la plupart des autres reptiles dotés de crânes anapsides, y compris les millerettidés, nycteroleteridés, et pareiasaures, se sont éteints lors de l'extinction Permien-Trias.
Malgré les études moléculaires, certaines preuves contredisent leur classification en tant que diapsides. Tous les diapsides connus excrètent de l'acide urique sous forme de déchets azotés, et il n'y a aucun cas connu de diapside revenant à l'excrétion d'urée, même lorsqu'ils reviennent à un mode de vie semi-aquatique. Les crocodiliens, par exemple, sont toujours uricotéliques, bien qu’ils soient également en partie ammonotéliques, ce qui signifie qu’ils excrètent une partie de leurs déchets sous forme d’ammoniac. L'uréotélisme semble être la condition ancestrale chez les amniotes primitifs et il est conservé par les mammifères, qui ont probablement hérité de l'uréotélisme de leurs ancêtres synapsides. L'ulotélisme suggérerait donc que les tortues étaient plus susceptibles d'être des anapsides que des diapsides. Le seul chélonien uricotélique connu est la tortue du désert, qui l'a probablement développée récemment pour s'adapter aux habitats du désert. Certains mammifères désertique sont aussi des uricotéliciens. Ainsi, puisque pratiquement tous les mammifères connus sont des uréotéliques, l'adaptation uricotélique est probablement le résultat de la convergence entre les espèces du désert. Par conséquent, les tortues devraient être le seul cas connu de reptile uricotelique redevenant uréotélique.